# Robbie Kay
Robert Andrew Kay, född 13 september 1995 i Lymington i Hampshire, är en brittisk skådespelare. Han är känd för sin roll som Tommy Clark i Heroes Reborn och Dax i Blood Fest.

## Biografi
Kay föddes i Lymington, Hampshire, England, till Ivan och Stephanie Kay. Han flyttade till Bryssel, Belgien, i tidig ålder. Han har två äldre systrar.
2006 flyttade Kay och hans familj till Prag i Tjeckien, där han gick på International School of Prague. Han har bott i Houston, Texas, sedan 2011.

## Filmografi (i urval)

### Filmer
- 2007 : Hannibal Rising ... Kolnas's son
- 2007 : My Boy Jack ... Arthur Relp
- 2007 : Fugitive Pieces ... Young Jakob
- 2008 : Bathory ... Pals
- 2010 : Flickorna i Dagenham (Made In Dagenham) ... Graham
- 2010 : Ways to Live Forever ... Sam McQueen
- 2011 : Pirates of the Caribbean: I främmande farvatten (Pirates of the Caribbean: On Stranger Tides) ... Cabin boy
- 2015 : Flight World War II ... Nigel Sheffield
- 2016 : Cold Moon ... Ben Redfield
- 2017 : No Postage Necessary ... Stanley
- 2018 : Blood Fest ... Dax
- 2018 : Locating Silver Lake ... Mack
- 2022 : Burning at Both Ends ... Young German soldier

### TV
- 2008 : Pinocchio ... Pinocchio
- 2013–2018 : Once Upon a Time ... Peter Pan
- 2015–2016 : Heroes Reborn ... Tommy Clark
- 2017 : Grey's Anatomy ... Christopher Daniels
- 2017 : Sleepy Hollow ... Logan MacDonald
- 2019 : The Rookie ... Simon Parks Jr.
- 2022 : 9-1-1 ... Erik